# مازليه (مهاباد)
قرية مازليه (بالكردية: مازەڵێ) هي إحدى القرى التابعة لـمنغور الشرقية في ريف قسم خليفان من مقاطعة مهاباد، في محافظة أذربیجان الغربیة الإيرانية.

## السكان
حسب إحصاءات سنة 2006، بلغ إجمالي السكان في مازليه 71 نسمة وعدد المساكن 11 مسكن. لغة سكان مازليه هي اللغة الكردية و هم من أهل السنة والجماعة والمذهب الشافعي.